# Южен централен район за планиране
Южният централен район за планиране е един от шестте района за планиране в България, включващ областите Кърджали, Пазарджик, Пловдив, Смолян и Хасково. Площта му е 22 365 km², а населението – около 1 млн. 542 хиляди души (2008). Най-големият град в региона и негово икономическо ядро е Пловдив.

## Географско положение, големина и граници
Южен централен район обхваща областите Пловдив, Пазарджик, Смолян, Кърджали и Хасково. До 2006 г. районът е включвал и Област Стара Загора, която след 2006 г. е включена в Югоизточен район за планиране поради изисквания на Евростат въпреки по-скоро централно-южното разположение на областта.
Благоприятното географско положение на Южния централен регион се определя от разположението му в средните части на южна България. Европейски коридор № 10, свързващ Средна Европа с Предна Азия Близкия изток, преминава през него и определя интензивен трафик на транзитни товари и пътници. На неговата територия се пресичат пътища, които свързват Югозападния и Югоизточния регион. На север границата следва билото на Средна Стара планина, където намира Троянският проход (Беклемето), който през зимата е почти непроходим. Това оскъпява транспортните превози. Западната му граница съвпада с източната граница на Югозападния регион.
Източната граница на региона има административни функции. Тя достига държавната ни граница с Република Турция и Република Гърция. Тук при с. Капитан Андреево се отделя жп линия за Александруполис в Гърция. При прохода Маказа се строи нов път за Комотини (Гюмурджина) със средства на ЕС, който икономически ще съживи крайграничните територии и региона като цяло.
През януари 2010 г. е открит ГКПП край Златоград с шосе за Ксанти. Открит е най-новият ГКПП при Ивайловград-Кипринос. Съществуват още проекти за прокарване на шосета на юг към Егейско море.

## Природна среда

### Релеф
Низинният и хълмист релеф благоприятстват механизацията и строителството на напоителни съоръжения. В низинните и котловинните територии е съсредоточен около 2/3 от промишления потенциал на региона.

### Полезни изкопаеми
От полезните изкопаеми с най-важно значение са находищата на медни руди, оловно-цинкови руди, а от нерудните – на варовици, мрамори, слюди, чакъли и пясъци.

### Климат
Особеностите на климата – дълъг безмразов период, сравнително топли зима и лято, високи сумарни температури, благоприятстват отглеждането на топлолюбиви култури и на ранни зеленчуци, ориз, фъстъци, грозде, в Източните Родопи – тютюн. Валежите са недостатъчни и се налага изкуствено напояване.

### Води
Регионът разполага с около 1/5 от водните ресурси на страната. Реките се използват за напояване и хидроенергия (Баташки водносилов път, ВЕЦ „Въча“ и др.). В региона са съсредоточени и около 1/4 от подземните води на страната. Голямо богатство са минералните извори – Велинград, Девин, Михалково, Наречен и др.

### Почви
От почвените ресурси с най-голямо значение са алувиално-ливадните почви, смолниците и канелените горски почви. Почти 1/2 от площта на региона е покрита с гори. Той е най-осигуреният с дървесина регион в България.

### Гори
Тук се добива около 1/3 от строителната дървесина в страната. В Родопите преобладават иглолистните видове, а в Средна гора и Стара планина – широколистните.

## Население и селищна мрежа
Делът на трудоспособното население е почти равен на средния за страната. По брой на това население регионът е на второ място след Югозападния регион. Броят на безработните е сравнително голям за мащабите на региона. Най-висок е делът на безработните в родопските общини, където последствията от икономическата криза са най-силно изразени.
В сравнение с други региони изселванията от селата към градовете са с по-бавен темп поради добрите доходи от земеделието. В региона се намират някои от големите села на България – Цалапица, Първенец и други.
Средната гъстота на населението е 68 д./km2 или колкото средната стойност за страната.
Делът на градското население е почти като средния за страната.
За Родопите до 1995 г. няха характерни пръснатите селища, които по-късно получиха статут на села. Същото се отнася и за съществувалите до 1995 г. промишление селища. Най-големите градове в региона са областните центрова Пловдив, Хасково, Пазарджик, Кърджали и Смолян, а също и Асеновград, който е най-големият необластен град в България.

## Стопанство и социална среда
Стопанството на Южен централен регион се развива под въздействието на редица фактори като кръстопътното географско положение, значителните агроклиматични, рекреационни, поземлени, хидроенергийни ресурси и достатъчно работна ръка. Делът на региона в националния брутен вътрешен продукт (14%) е втори след Югозападния регион. Водещ сектор в стопанството на региона е обслужващата сфера. В икономическия му профил се наблюдава запазване на позициите на промишлеността с дял 38% в брутната добавена стойност на региона. В същото време земеделието губи позиции за сметка на обслужващата сфера. Съществуват значителни различия в отделните области на региона. Преките чуждестранни инвестиции в южния централен регион са твърде ограничени – едва 7,5% от инвестициите за 2010 г.

### Първичен сектор
Първичният сектор на Южния централен регион има най-голямо дялово участие в националната му продукция и през последната година регионът изпреварва Северозападния регион по този показател.

#### Земеделие
За развитието на растениевъдството в региона съществуват благоприятни агроклиматични и почвени ресурси. Южният Централен регион разполага с най-малък размер земеделски земи след Югозападния регион и снабдеността със земеделска земя на жител (4,7 дка) е под средната за страната (6,7 дка). Ливадите тук са най-много, заемат значителен дял от пасищния фонд на страната и са предпоставка за развитие на животновъдството. Зърнените култури (пшеница и овес), следвани от техническите култури (слънчоглед) се засяват в низинните части на региона и заемат най-много от обработваемите площи тук. Производството на зърнени културине задоволява нуждите на региона и се налага внос особено за планинските му територии. Тук се засява и произвежда най-много царевица за зърно сред всички южни региони. Тютюнът, който се отглежда основнно в Източните Родопи, заема много малка площ от обработваемите земи (под 2%) на региона, но това е повече от половината площи, засети с тютюн в страната. Памукът също заема само около 1% от обработваемата земя и площите му непрекъснато намаляват.
Южен централен регион се специализира в зеленчукопроизводството, овощарството и лозарство и площите засети с тях са около една трета от общите им площи за страната. Овощните градини от ябълки и сливи в Пловдивско-Пазарджишкото поле и хълмистите земи на региона са най-обширните в България, а отглежданите в тях плодове са най-много в България. Регионът е също сред най-големите производители на круши и череши. Плодородните алувиално-ливадни почви по р. Марица в възможност за напояване са благоприятни за развитие на зеленчукопроизводството. Най-отглежданите култури в региона са зеленият пипер, доматите и картофите в Родопите. В Карловското поле и по южните склонове на Средна гора се отглеждат рози, мента, лавандула и други етерично-маслодайни култури.
Лозарството е разпространено в подножията на Родопите и Средна гора. Отглеждат се винени сортове, които по засети площи и производство нареждат региона непосредствено след Югоизточния регион, но тук са най-обширните площи и най-голямо производство на десертно грозде в България. Единствено в Южен централен регион се отглежда хмел във Велинградско.

#### Животновъдство
Регионът има най-добре развито животновъдство. Тук се отглеждат около една трета от говедата в страната. Овцете, биволите и птиците са една пета от общия брой на тези животни в страната. Най-малък е делът на козите и свинете. Животновъдството задоволява нуждите на региона с мляко, но не и от месо и яйца.
Земеделието е перспективен отрасъл, защото изнася за столицата плодове и зеленчуци. В региона съществуват възможности за екологично земеделие, свързано с преработващите предприятия и насоките за нарастване дела на „зеленото“ земеделие в ЕС.
Развива се дърводобивът и добивът на оловно-цинкови руди в Родопите и медна руда в Средна гора.

### Вторичен сектор
Вторичният сектор в региона е добре развит. Структурата на промишлеността е близка до националната. Специализиращи отрасли са ХВП, цветната металургия, леката промишленост, дървопреработващата и полиграфическата промишленост, фармацевтичната и козметично-парфюмерийната промишленост.

#### Енергетика
Енергетиката е базирана на местните възобновяеми хидроресурси. Тя не задоволява нуждите на региона и се налага внос на електроенергия от „Марица изток“. Най-големите хидроенергийни мощности са на родопските реки – Доспат-Въча, Баташки водносилов път, каскада Арда и рилската каскада Белмекен-Сестримо. Влезе в експлоатация хидроенергийният комплекс „Цанков камък“, като част от каскадата Доспат-Въча. Предстои строежът на хидроенергиен комплекс „Горна Арда“.

#### Цветна металургия
Цветната металургия е специализиращ отрасъл, който създава много екологични проблеми. Производствените ѝ центрове са в Кърджали и Пловдив, където се преработва концентрат от флотационните фабрики в Родопите и се произвежда олово, цинк, кадмий, сребро и други цветни метали.

#### Машиностроене
Машиностроенето на Южния централен регион е застъпено в голям брой малки и средни предприятия в които присъства почти целият спектър на машиностроителната промишленост. Най-важно място заемат металорежещите машини в Пазарджик, селскостопанските машини в Карлово, подемнотранспортните машини в Пловдив, пречиствателната и опаковъчна техника и бойната техника и въоръжениев Сопот и машините за хранително вкусовата промишленост в Хасково.
Добре развито е електротехническото машиностроене, представено с много подотрасли: електрически апарати ниско напрежение, акумулатори в Пазарджик, кабели и проводници в Смолян, електрически съоръжения и електродомакински уреди в Пловдив. Поради загубата на пазари и липсата на финансови средства за инвестиции елктронната промишленост в региона вече е слабо представена. Машиностроенето губи значимостта си на структуроопределящ в икономиката на региона.

#### Химическа промишленост
Химическата промишленост използва местни суровини и отпадъчни продукти. Произвеждат се минерални торове в Димитровград, препарати за растителна защита в „Агрария“ Пловдив, пластмаси в Асеновград, каучукови изделия в Пазарджик.
Фармацевтичният комбинат в Пещера осигурява лекарства за животновъдството. В южния централен регион е съсредоточена голяма част от производството на розово масло и други етерични масла, които са суровина на парфюмерийно-козметичните производства в Пловдив, Карлово и Рудозем.

#### Целулозно-хартиена промишленост
Във връзка с добрата осигуреност на региона с дървесина се развива целулозно-хартиената промишленост. Тя използва и вносна суровина, и хартиени отпадъци. Нейните центрове са град Стамболийски, Костенец и Белово.

#### Дървопреработка
Дървопреработването е в регионите на добив – във Велинград, Пещера, Смолян, Девин, а мебели се произвеждат в големите центрове близо до потреблението.

#### Строителни материали
Строителните материали са представени от производството на вар в Пловдивско, добив на мрамори във Велинградско и на тухли в няколко фабрики край р. Марица.

#### Лека промишленост
Леката промишленост има специализираща роля за региона. Центровете на памукотекстилната промишленост са Пловдив и Хасково, а копринени тъкани се произвеждат в Карлово. Шивашката промишленост е в големите градове. Чрез обувните предприятия в Пловдив регионът се специализира в обувната промишленост.

#### Хранително-вкусова промишленост
С най-голям относителен дял в промишлената продукция е хранително-вкусовата промишеност, която има богата суровинна база, традиции и пазар за продукцията си. Отрасълът обхваща почти всички подотрасли и има участие в националния износ. Развива се консервната промишленост в Пловдив, Пазарджик, Стамболийски, Първомай, Асеновград. Пивото на региона идва от пивоварните в Пловдив („Каменица“) и Хасково („Астика“). Винопроизводството присъства почти навсякъде и е свързано с добре развитото лозарство в региона. От Южен централен регион идват 1/3 от тютюна и тютюневите изделия на страната с предприятията в Пловдив, Асеновград, Хасково и Кърджали.

### Третичен сектор
Обслужващата сфера е водеща в стопанството на региона.

#### Транспорт
Състоянието на пътищата в региона е сравнително добро, но със съществени проблеми. Макар че гъстотата на пътната мрежа тук е колкото средната за страната, транспортната система е добре изградена само в северните и централните части. Южните части не са добре транспортно осигурени. Дължината на изградените автомагистрали („Тракия“ и „Марица“) е значителна в сравнение с останалите региони, но въпреки това е наложително да се доизграждат пътищата по главните направления на еврокоридорите.
Южен централен регион заема първо място в България по гъстота на жп мрежата, но основната част от мрежата е развита в равнинните части. В Родопите средната гъстота е два пъти по-ниска и се формира от три линии: Хасково-Подкова, Кричим-Пещера и теснолинейката Септември-Добринище, в Смолянската област няма жп транспорт. Регионът е с най-малко удвоени и електрифицирани жп линии. Модернизацията на жп мрежата, която започна с линията Пловдив-Свиленград по предприсъединителната програма ИСПА, е изключително важна предвид кръстопътното разположение на региона.

#### Туризъм
Туризмът е перспективен отрасъл за региона с благоприятни природни и антропогенни ресурси за развитието му като Национален парк „Централен Балкан“, Родопите, археологически комплекс „Перперикон“ и тракийското светилище при с. Татул, Старосел, Калофер, Хисаря. Пампорово и Чепеларе са утвърдените ски центрове в региона. Многото минерални извори, които бликат тук, са предпоставка за балнеожкия и спатуризма във Велинград, Хисаря, Баня, Девин. В региона се развива още културен и ловен, еко- и селски туризъм. Този регион е на първо място сред другите региони.

#### Здравеопазване
Здравеопазването в Южен централен регион по средни показатели е на второ място в България след Югозападния регион, но съществуват регионални различия в осигуреността на населението с болнични легла, които през последните години се задълбочават. Подобно е състоянието в образованието и търговията на региона.

## Териториални различия
Неравномерното разпределение на големите градове е резултат от естествено историческо развитие. В териториалната структура на региона Пловдив има водеща роля, която се балансира от Пазарджик, Димитровград, Хасково и Кърджали. В Средните и Западните Родопи липсват градове с такава функция. Зоната Пловдив-Пазарджик, която се разглежда като агломерация е с голяма гъстота на населението и силно развита промишленост и обслужващи дейности. Съществуват условия граничните области Смолян, Кърджали и Хасково от периферия да се превърнат в области с трансгранично значение и възможности за сътрудничество с приграничните гръцки територии и икономически растеж.

## Екологична ситуация
Активната стопанска дейност на територията на региона е довела до значителни изменения на природната среда. Природната среда е силно нарушена в регионите с добив на полезни изкопаеми. Замърсени са въздухът, почвите и водите в регионите на Пловдив, Пазарджик, Асеновград, Кърджали и др. Няколко десетки хиляди са замърсени с тежки метали. Необходими са мерки за намаляване на негативното влияние върху природната среда чрез внедряване на нови безотпадни и слабо замърсяващи технологии в промишлените предприятия на региона. Реализират се програми за рекултивирането на териториите, засегнати от антропогенната дейност.
В южните части се провеждат залесителни мероприятия.